# Grimmia ahmadiana
Grimmia ahmadiana är en bladmossart som beskrevs av Noguchi 1956. Grimmia ahmadiana ingår i släktet grimmior, och familjen Grimmiaceae. Inga underarter finns listade i Catalogue of Life.